# أسورو
أسورو(بالإيطالية: Assoro) هي بلدية في مقاطعة إنا في صقلية الإيطالية.

## السكان
تطور النمو السكاني لـ أسورو